# شون ماير
شون ماير (بالإنجليزية: Shawn Mayer)‏ هو لاعب كرة قدم أمريكية أمريكي، ولد في 4 مارس 1979 في Hillsborough Township, New Jersey ‏ في الولايات المتحدة.